# Chiesa di San Zeno (Bardolino)
La chiesa abbaziale di San Zeno si trova a Bardolino in provincia e diocesi di Verona.

## Storia e descrizione

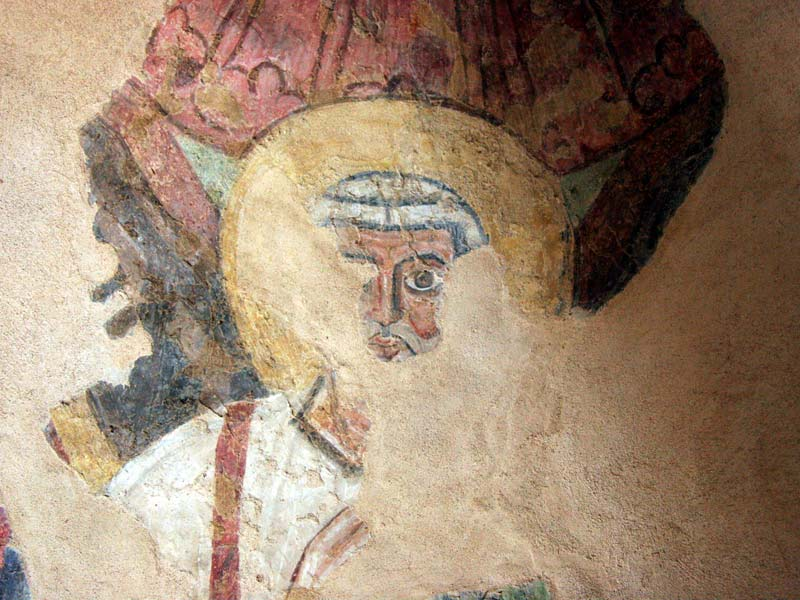
Affresco nella chiesa di San Zeno

È tra le più notevoli chiese Carolinge in Italia, risalente alla seconda metà del IX secolo.
Presenta una pianta su croce latina con volte a botte sui bracci laterali e a crociera sul tiburio. La copertura è garantita da una cupola impostata su colonne intuitivamente ispirate allo stile ionico tramite il disegno a rilievo di volute: per questo viene indicata come uno degli esempi più evidenti in Italia di recupero dello stile antiche durante la cosiddetta rinascenza carolingia.
Nei bracci laterali sono conservate decorazioni originali. Faceva parte del feudo monastico dell'Abbazia di San Zeno e richiama curiosamente nello stile di costruzione molte chiese costruite successivamente in centro e sud Italia su pianta quadrata, come l'Abbazia di Sant'Angelo al Monte Raparo in Basilicata, San Giuseppe a Gaeta e San Costanzo a Capri.
Fu fra le poche chiese del veronese lasciate intatte dal terremoto del 1117.